# Littleton Common
Littleton Common es un lugar designado por el censo ubicado en el condado de Middlesex en el estado estadounidense de Massachusetts. En el Censo de 2010 tenía una población de 2.789 habitantes y una densidad poblacional de 290,72 personas por km².

## Geografía
Littleton Common se encuentra ubicado en las coordenadas 42°32′4″N 71°28′20″O / 42.53444, -71.47222. Según la Oficina del Censo de los Estados Unidos, Littleton Common tiene una superficie total de 9.59 km², de la cual 9.17 km² corresponden a tierra firme y (4.4%) 0.42 km² es agua.

## Demografía
Según el censo de 2010, había 2.789 personas residiendo en Littleton Common. La densidad de población era de 290,72 hab./km². De los 2.789 habitantes, Littleton Common estaba compuesto por el 94.8% blancos, el 0.57% eran afroamericanos, el 0.04% eran amerindios, el 2.33% eran asiáticos, el 0% eran isleños del Pacífico, el 0.07% eran de otras razas y el 2.19% pertenecían a dos o más razas. Del total de la población el 1.36% eran hispanos o latinos de cualquier raza.